# Красный Берег (Жлобинский район)
Красный Берег (бел. Кра́сны Бе́раг, Чырвоны Бераг) — агрогородок и железнодорожная станция (на линии Бобруйск — Жлобин) в Жлобинском районе Гомельской области Беларуси. Административный центр Краснобережского сельсовета.
Численность населения — 2 099 человек (2024).

## География
Красный Берег расположен на северо-западе Гомельской области, в 3 км от границы с Бобруйским районом Могилёвской области, 21 км на северо-запад от Жлобина, 104 км от Гомеля на электрифицированной железнодорожной линии Гомель-Минск, на автомобильной дороге Р-90 Паричи — Красный Берег в 4 км от магистрали М-5 Гомель-Минск, и Н-4369 Красный Берег-Казимировская Слободка до дороги Н-4322 Радуша-Жлобин.

## Гидрография
На правом берегу реки Добосна (Добысна) (приток реки Днепр). Длина реки составляет 81 км. Площадь водосбора — 874 км².

## Планировка
Планировка Красного Берега состоит из двух разделённых железной дорогой частей: северной (6 улиц и 3 переулка) и южной (14 улиц и 2 переулка). Также в планировку входит район железнодорожного вокзала (1 улица), крахмало-паточного завода (4 улицы), воинской части (1 улица) и лесничества (1 улица).

## История
Красный Берег известен с 1528 года, когда местный помещик Алексей Зенькович продал свои деревянные строения другому помещику. Селение в то время входило в Речицкий уезд Минского воеводства Великого княжества Литовского. Село в Речицком повете Минского воеводства Великого княжества Литовского. После 2-го раздела Речи Посполитой (1793 год) в составе Российской империи. В 1845 году в Степовской волости Бобруйского уезда Минской губернии. Со сдачей в эксплуатацию железной дороги Бобруйск — Гомель в ноябре 1873 года в 1 версте от деревни появилась железнодорожная станция.

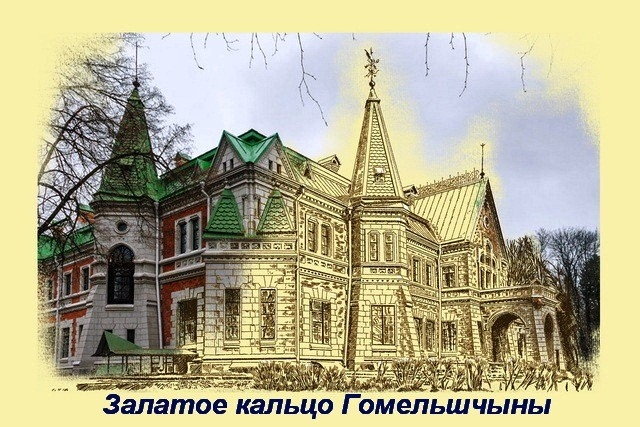

В 1890-93 годах на берегу реки построен комплекс усадьбы Гатовских-Поклевских-Козелл, который включал дом по проекту архитектора К. Шретера, хозяйственные постройки и Английский парк, занимающий около 10 га, где произрастают 153 вида деревьев и 44 вида кустарников. Парк включён в список памятников природы республиканского значения.

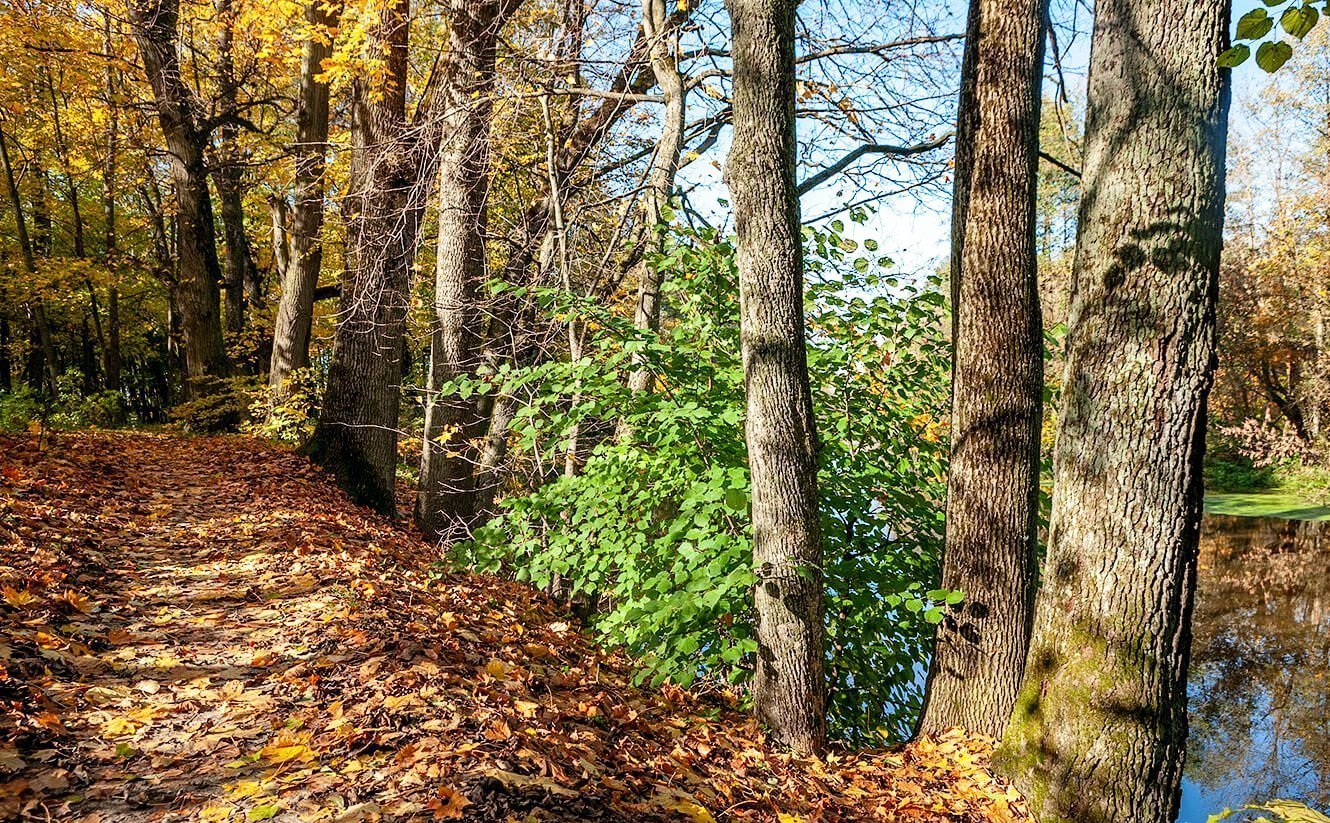

В 1920 году открыто сельскохозяйственное училище, в 1922 году на его базе создан сельскохозяйственный техникум (с 2002 аграрный колледж). Действовали совхоз «Красный Берег», крахмальный завод (41 рабочий), артель по добыче торфа, нефтяной и ветряной мельницы, кузница, метёлочная артель и повидловарка. С 14 августа 1937 года центр Краснобережского сельсовета Жлобинского района, с 20 февраля 1938 года Гомельской области.
Во время Великой Отечественной войны действовали 2 подпольно-патриотические группы, которые затем присоединились к партизанскому отряду. Из созданного гитлеровцами в Красном Береге детского пересыльного лагеря было вывезено в Германию 1990 детей и подростков в возрасте от 8 до 14 лет, у которых планировалось забирать кровь для раненых солдат. На фронтах и в партизанской борьбе погибли 110 жителей, в память о них в 1967 году на территории сельскохозяйственного техникума установлена стела с именами павших. В агрогородке имеется также мемориал «Детям — жертвам Великой Отечественной войны» и музей «Детям — жертвам войны».
В 1962 году к деревне присоединён посёлок учхоза «Красный Берег», в 1974 году — деревня Пристань, к которой в 1966 году присоединён посёлок крахмально-паточного завода, посёлок железнодорожной станции «Красный Берег».

## Население
- 2024 год — 816 дворов, 131 дачников, 2099 жителей

## Почётные граждане

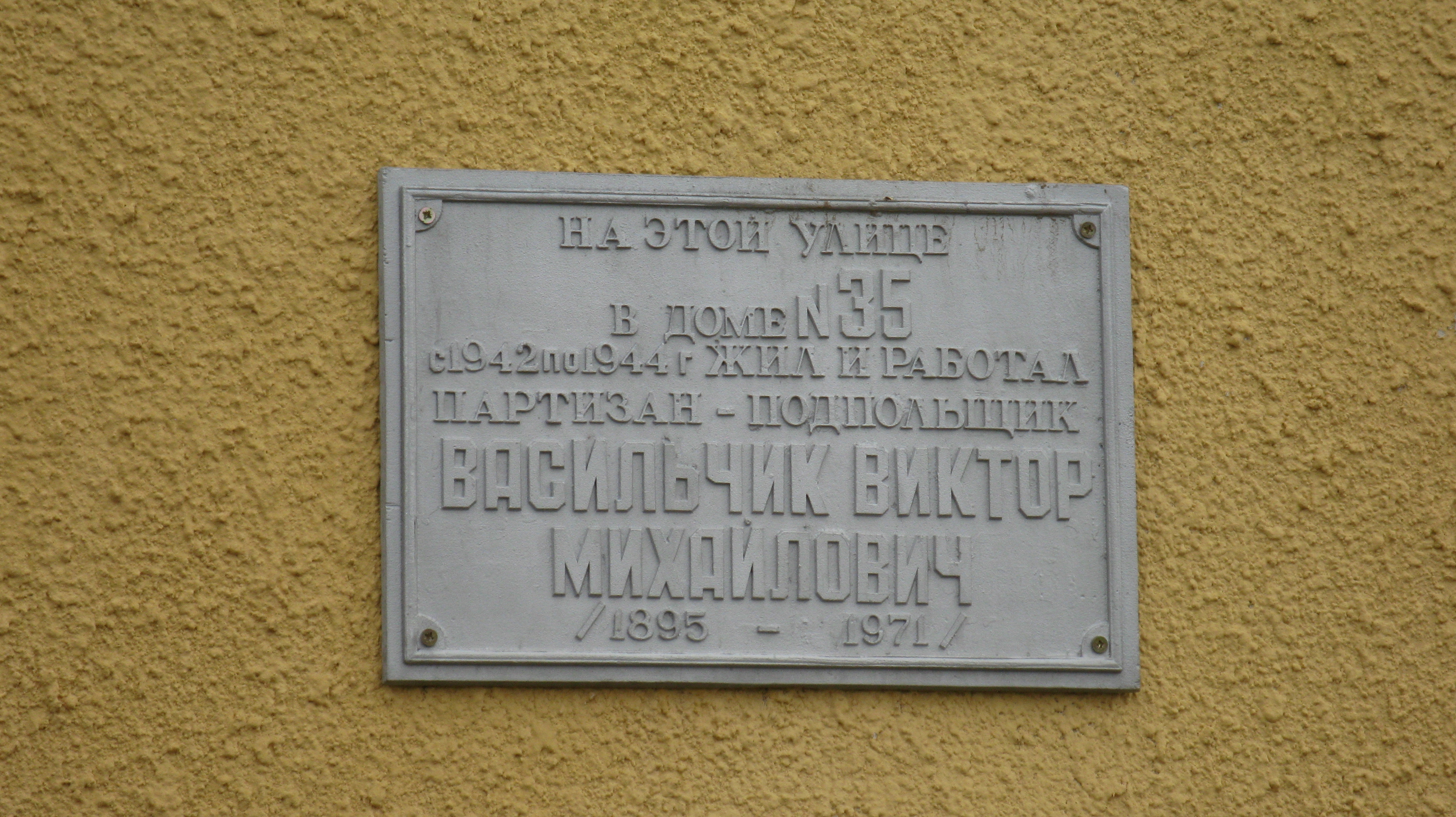

- Васильчик Виктор Михайлович (07.11.1895-12.12.1971) — партизан-подпольщик.